# Saxifraga bicuspidata
Saxifraga bicuspidata är en stenbräckeväxtart som beskrevs av Joseph Dalton Hooker. Saxifraga bicuspidata ingår i Bräckesläktet som ingår i familjen stenbräckeväxter. Inga underarter finns listade i Catalogue of Life.